# Мулявка Любов Данилівна
Мулявка Любина (Любов) Данилівна(17 вересня 1898 — 1 травня 1996) — український мистецтвознавець, музейний працівник.

## Біографія
Народилася 17 вересня 1898 р. у с. Красносілка Шевченківської округи.
Закінчила гімназію в містечку Златополі Чигиринського повіту (1915 р.).
Навчалась на Вищих жіночих курсах у Києві (1917—1918 рр.), на етнографічному відділі КАІ (1922—1924 рр.), екстерном склала іспити за курс історичного відділу факультету професійної освіти КІНО (1927 р.). Працювала у відділі народного мистецтва ВІМ (з осені 1924 р.), стажувалась з квітня 1925 р. до 1 травня 1926 р.; у школі 265 для малописьменних при БУПРі (1925 р.) та філії Робітничого товариства шевства над селом (1926 р.). Дійсний член гуртка «Studio» при Кафедрі українського мистецтва ВУАН (1926 р.). Член Етнографічного товариства (1924 р.) та його наукової комісії (1927 р.).
Постійна нештатна співробітниця мистецького відділу ВУАК (з грудня 1926 р.). Аспірантка НДК мистецтвознавства (з 1927 р.).
З 01.05.1930 - 01.03.1931 р. завідувала Сталінським округовим музеєм краєзнавства (м. Сталіно — нині м. Донецьк).
1932 р. захистила промоційну роботу «Писанка як здобуток продукції доби натурального господарства».
З 1938 р. працювала у Музеї Т. Шевченка в с. Керелівці (нині — Шевченкове Звенигородського району Черкаської обл.). У 1942 р. вивезена на примусові роботу до Німеччини, повернулася у Керелівку 1945 р. Підготувала монографічне дослідження про дитячі Шевченові роки та його малу батьківщину  «Паросток батьківського саду. Зацвіт Шевченкової долі», що вийшло у світ лише 2006 р.
Заарештована 1946 р. за звинуваченням у співпраці з окупантами. Після звільнення продовжила наукову роботу.